# Dakota Plains 6A
Dakota Plains 6A är ett reservat i Kanada.   Det ligger i provinsen Manitoba, i den sydöstra delen av landet, 1 800 km väster om huvudstaden Ottawa.
Trakten runt Dakota Plains 6A består till största delen av jordbruksmark. Trakten runt Dakota Plains 6A är nära nog obefolkad, med mindre än två invånare per kvadratkilometer.